# 莳萝醚
莳萝醚（英語：dill ether）是一种有机化合物，化学式C10H16O，可见于蒔蘿等物种。